# Марина Огілві
Марина Вікторія Олександра Огілві (англ. Marina Victoria Alexandra Ogilvy,  нар. 31 липня 1966, Лондон, Англія) — молодша дитина та єдина донька сера Ангуса Огілві та принцеси Олександри Кентської, троюрідна сестра короля Чарльза III. Займає 61 місце в лінії успадкування британського престолу з травня 2023 року.

## Життєпис
Марина народилася в батьківському будинку лондонського Річмонд-парку у лоджі «Thatched House Lodge». Її назвали на честь бабусі по материнській лінії, принцеси Греції та Данії Марини, яка також була двоюрідною сестрою принца Філіпа, герцога Единбурзького.
У Марини є старший брат Джеймс Огілві, який народився в 1964 році. Огілві була охрещена 2 вересня 1966 року в приватній каплиці Кенсінгтонського палацу Артуром Майклом Ремсі, архієпископом Кентерберійським.
У листопаді 1989 року Марина оголосила, що вагітна від свого хлопця Пола Джуліана Моватта, фотографа-фрілансера. Вона стверджувала, що її батьки намагалися змусити її зробити аборт або вийти заміж, позбавили її засобів для існування та зреклися її, коли вона відмовилася.
Огілві також розповіла, що написала листа королеві Єлизаветі II, звернувшись до неї з проханням втрутитися в сімейну суперечку: «Дорога кузина Лілібет». Батьки Марини спростували її звинувачення і сказали, що люблять її, і що їй завжди раді вдома.
Марина вийшла заміж за Пола Моватта 2 лютого 1990 року в церкві Святої Маргарет, Вестмінстер.
Її весільне вбрання складалося з чорної сукні, червоного оксамитового болеро із золотим оздобленням та чорного капелюху. На весіллі були присутні її батьки та брат.
У Марини та її чоловіка двоє дітей: Зенуска Мей Моватт (нар. 26 травня 1990 року) та Крістіан Олександр Моватт (нар. 4 червня 1993 року).
Пара розлучилася 15 жовтня 1997 року після семи років шлюбу.